# Mispilodes albovittata
Mispilodes albovittata là một loài bọ cánh cứng trong họ Cerambycidae.